# Vännerstensgölen
Vännerstensgölen är en sjö i Tranås kommun i Småland och ingår i Motala ströms huvudavrinningsområde.